# Курагау (Јаши)
Курагау (рум. Curagău) насеље је у Румунији у округу Јаши у општини Комарна. Oпштина се налази на надморској висини од 178 m.

## Становништво
Према подацима из 2002. године у насељу је живело 142 становника, од којих су сви румунске националности.